# Jubayr ibn Muṭʽim
Jubayr ibn Mut'im (arabe : جبير بن مطعم) était un compagnon du prophète Mahomet. Il a accepté l'Islam après avoir d'abord été non-croyant.

## Biographie
Membre du clan Nawfal de la tribu Quraysh à La Mecque, il était le fils de Mut'im ibn 'Adi,. Il était réputé pour ses connaissances en généalogie, qu'il affirmait avoir apprises directement d'Abou Bakr.
Jusqu'en l'an 3 de l'Hégire (620 CE), Jubayr était fiancé à la fille d'Abou Bakr, Aisha. Cet arrangement a été annulé, après la mort de la première épouse de Mahomet, Khadija, Aisha fut mariée au prophète Mahomet en mai ou juin 620. En septembre 622, Jubayr était l'un de ceux impliqués dans un complot infructueux visant à assassiner Mahomet. Lors de la bataille de Uhud, Jubayr et Hind bint Utba ont soudoyé Wahshi ibn Harb avec pour mission de tuer Hamza ibn 'Abdul Muttalib parce qu’Hamza avait tué l'oncle de Jubayr et plusieurs parents de Hind à Badr.
Il a adopté l'Islam entre la période du Traité d'Houdaybiya (628) et la conquête de La Mecque (630), puis s'est installé à Médine.
Il avait deux fils, Nafi et Muhammad, ce dernier était considérée comme étant "le plus savant des Qurayshites". Cependant, sa kunya, Abu Abdullah, indique l'existence possible d'un autre fils nommé Abdullah.

## Narrations
Jubayr est inclus dans l'Isnad de plusieurs hadiths.
Rapporté par Jubayr ibn Mut`im : Mon père a dit: "J'ai entendu le Messager d'Allah réciter" at-Tur "(52) dans la prière du Maghreb ." Bukhari 1: 12: 732
Rapporté par Jubayr ibn Mut`im : Qu'il a entendu le Prophète dire: "La personne qui rompt le lien de parenté n'entrera pas au Paradis." Bukhari 8:73:13
Jubayr ibn Mut'im a raconté de son père qui a dit: «Ils m'ont dit que j'étais fier, pendant que je montais un âne, portais un manteau et je trais les moutons. Et le Messager d'Allah m'a dit: 'Quiconque fait cela, alors il n'y a pas d'orgueil (d'arrogance) en lui.' " Sahih. Tirmidhi 4: 1: 2001
Rapporté par Jubayr ibn Mut`im : Le Prophète a parlé des prisonniers de guerre de Badr en disant: "Si Al-Mut`im ibn Adi avait été vivant et intercédé avec moi pour ces gens méchants, je les aurais libérés pour lui." Bukhari 4: 53: 367

 Muhammad ibn Jubayr ibn Mut'im a rapporté sous l'autorité de son père qu'une femme avait demandé quelque chose au Messager d'Allah, mais il lui a dit de venir le voir à une autre occasion, sur quoi elle a dit: "Que dois-je faire à votre avis ? si je viens à vous mais ne vous trouve pas ? " et il semblait qu'elle voulait dire qu'il pourrait mourir. Là-dessus, il a dit: "Si vous ne me trouvez pas, venez à Abu Bakr." Ce hadith a été raconté sous l'autorité de Jubayr ibn Mut'im à travers une autre chaîne d'émetteurs qu'une femme est venue vers le Messager d'Allah et a discuté avec lui de quelque chose, et il a donné un ordre comme nous le trouvons ci-dessus- a mentionné la narration. Musulman 31: 5878